# Martín Etchegoyen

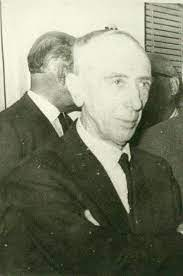
Martín Etchegoyen

Martín Recaredo Etchegoyen, auch in der Schreibweise Echegoyen geführt, (* 4. April 1890 in Montevideo; † 18. Mai 1974 ebenda) war ein uruguayischer Politiker.
Etchegoyen, von Beruf Lehrer und zudem im Direktorium der Fakultät für Rechts- und Sozialwissenschaften der Universidad de la República vertreten, gehörte der Partido Nacional an und war für das Departamento Soriano Mitglied der Verfassungsgebenden Nationalversammlung vom 25. Juni 1933. 
Von der 32. bis zur 41. Legislaturperiode hatte er mit Unterbrechungen vom 18. Mai 1934 bis zum 27. Juni 1973 ein Mandat als Senator in der Cámara de Senadores. Ferner war er zwischen 1935 und 1936 als Minister für Bildung und Soziales tätig. Anschließend oblag ihm von 1936 bis 1938 die Leitung des Ministeriums für Öffentliche Bauten. In den Jahren 1939 und 1941 übte er jeweils das Amt des Zweiten Vizepräsidenten des uruguayischen Senats aus. 1958 war er sodann Erster Vizepräsident der Cámara de Senadores und führte diese schließlich von 1963 bis 1966 als Senatspräsident. Sein bedeutendstes politisches Amt hatte er nach den am 30. November 1958 stattgefundenen, für die Blancos erfolgreichen Wahlen vom 1. März 1959 bis zum 1. März 1960 als Vorsitzender des Consejo Nacional de Gobierno inne und war damit zu diesem Zeitpunkt Präsident Uruguays. Kurz vor seinem Tod übernahm er 1974 in der Anfangszeit der zivil-militärischen Diktatur die erste Präsidentschaft des neugeschaffenen 20-köpfigen Consejo de Estado, der das von Präsident Juan María Bordaberry beim Staatsstreich vom 27. Juni 1973 aufgelöste Parlament ablöste.